# Це— Дике Життя
Це — Дике Життя (англ. It's a Wild Life) — американська короткометражна кінокомедія режисера Гілберта Претта 1918 року.

## У ролях
- Гарольд Ллойд
- Снуб Поллард
- Бебе Деніелс
- Вільям Блейсделл
- Семмі Брукс
- Біллі Фей
- Джеймс А. Фіцджералд
- Вільям Гіллеспі